# 加藤一浩
加藤 一浩（かとう かずひろ、1972年7月1日 - ）は、日本の劇作家、演出家。ノックアウト所属。「曖昧なカンパニー」主催。
愛知県出身。早稲田大学第二文学部中退。ノックアウトが主催する「アクターズ・ラボ」の俳優養成所の講師を務めながら、作・演出家として活動を行う。

## 来歴
1996年、早稲田大学第二文学部中退。
1997年、劇団東京乾電池に入団。
2008年、『黙読』が第53回岸田國士戯曲賞の最終選考にノミネートされる。
2011年、城西国際大学メディア学部特別講師に就任する。
2017年、柄本佑監督「ムーンライト下落合」に映画脚本として参加。

## 主な作品

### 舞台
- 1997年
  - 『冬の日本人』（作・演出）
- 1998年
  - 『ラブ・フィットネス』駅前劇場（作・演出）
- 1999年
  - 『理解の鬼』OFFOFFシアター（作・演出）
  - 『現代版・南国股迷ひ砂問答他力』OFFOFFシアター（作・演出）
- 2000年
  - 『海辺のバカ』アゴラ劇場（作・演出）
- 2004年
  - 『小さな家と五人の紳士』作：別役実（演出）
  - 『眠っちゃいけない子守歌』作：別役実（演出）
- 2006年
  - 『ＴＶロード』目白アイピット（作・演出）
  - 『カラカラ天気と五人の紳士』作：別役実（演出）
  - 『白鷺の舞い降りる森で』下北沢 ザ・スズナリ（作）
- 2007年
  - 『恐怖・ハト男』下北沢 ザ・スズナリ（作・演出）
- 2008年
  - 『黙読』シアターイワト（作・演出）
  - 『愛とその他』下北沢 ザ・スズナリ（作・演出）
- 2009年
  - 『イリーニャの兄弟』（作・演出）新宿ゴールデン街劇場
  - 【加藤作品集】『門番の秋』『愛とその他』『黙読』『イリーニャの兄弟』4本上演シアター711
  - 『雷鳴』[セリフの時代夏号掲載](作）　新宿ゴールデン街劇場
  - 『朝食とベット』（作）（演出：柄本明）シアターイワト
- 2010年
  - 『ＴＶロード』（作・演出）　下北沢ザ・スズナリ
  - 『海辺のバカ』（作）（演出：柄本明）シアターイワト
- 2011年
  - 『4人あるいは10人の男たちによる断続的な何か』（作）新宿ゴールデン街劇場
- 2012年
  - 『庭からの光』（作）新宿ゴールデン街劇場にて上演(10月月末劇場)
- 2021年
  - 『たぶん散歩中』（作/特別編集せりふの時代2021 収録）
  - 『レイチェルの説明』（作・演出）恵比寿エコー劇場
- 2022年
  - 『続きは公園で』（劇団ノックステージ 第２回公演／RAFT）

### 映画
- 2009年
  - 第1回短編映画オムニバス「風雲」参加作品『アジアンテイスト』（監督・脚本）
- 2017年
  - 「ムーンライト下落合」柄本佑監督（脚本）
- 2022年
  - 「ippo」柄本佑監督（脚本）